# Elatoides nikolskayae
Elatoides nikolskayae är en stekelart som beskrevs av Pilipyuk 1971. Elatoides nikolskayae ingår i släktet Elatoides och familjen puppglanssteklar. Inga underarter finns listade i Catalogue of Life.